# غبارروبی
غبارروبی به مراسمی گفته می‌شود که جهت پاک کردن، نظافت، شستشو و عطرافشانی یک مکان مخصوص به ویژه آرامگاه‌ها و مدفن افرادی که از لحاظ مذهبی برای گروهی مقدس و مهم می‌باشند، انجام می‌گردد. به عنوان مثال غبارروبی آرامگاه‌های شهدا، امامان و امام‌زاده‌های شیعیان، غبارروبی مسجدالحرام، کلیسا، کتابخانه و غیره.